# Мастюгино
Мастюгино — село в Острогожском районе Воронежской области.
Административный центр Мастюгинского сельского поселения.

## География

### Улицы
- ул. Авиловка,
- ул. Зевахина,
- ул. Куркина,
- ул. Пролетарская,
- ул. Садовая Большая,
- ул. Садовая Малая.

## История
Населённый пункт Мастюгино было образовано в 1654 году.
К 1682 году Мастюгино уже было селом. В 1683 году в село было перевезено часть жителей из деревни Новой Голышовки.
В 1791 году в селе была построена каменная церковь преподобного Сергия Радонежского.
Первая церковно-приходская школа была открыта в 1893 году.